# Drečji Vrh
Drečji Vrh is een plaats in Slovenië en maakt deel uit van de gemeente Mokronog-Trebelno in de NUTS-3-regio Jugovzhodna Slovenija. De plaats telde 84 inwoners op 1 januari 2020.